# فلسفة علم البيئة

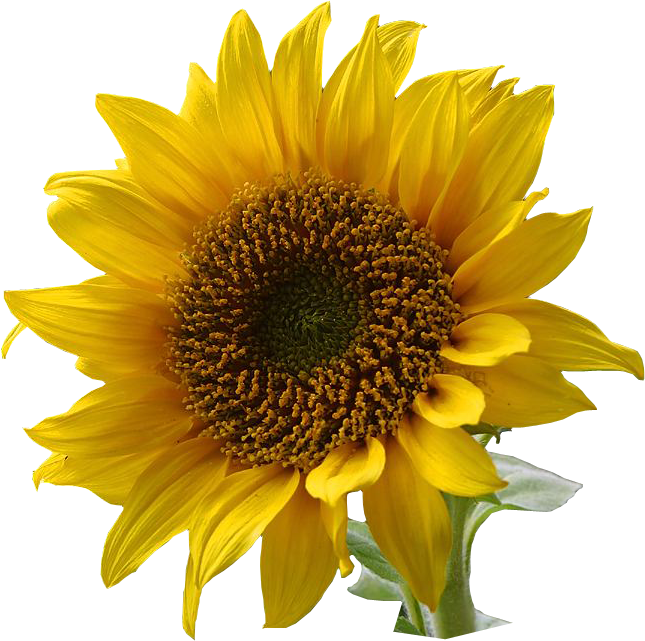

فلسفة علم البيئة (أو الفلسفة الإيكولوجية) هي فلسفة ترى البشرية بوصفها واحدة مع الطبيعة، وكجزء لا يتجزأ من سيرورة التطور التي تمضي بالكون قُدُماً من المادة الجامدة إلى الحياة، إلى الوعي، وفي المآل... إلى الإلهي.
إن المفهوم الذي يشغل من الفلسفة الإيكولوجية مركزَها هو «العالَم كحَرَم». وهذا المفهوم بمثابة بديل عن الرؤية النيوتنية «للعالم كآلة». هذه النظرة الجديدة إلى العالم تشدِّد على الطبيعة الفريدة، النفيسة، والقدسية لكوكبنا. وجميع المبادئ الأخرى للفلسفة الإيكولوجية مشتقة من هذا المبدأ.

## المبادئ
المبادئ الأساسية الخمسة للفلسفة الإيكولوجية هي الآتية:
1. العالَم حَرَم.
2. إجلال الحياة هو قيمتنا المرشدة.
3. الوَفْر شرط مسبق للسعادة الداخلية.
4. الروحانية والعقلانية لا يستبعد أيٌّ منهما الأخرى، بل تتكاملان.
5. من أجل أن نشفي الكوكب يجب أن نشفي أنفسنا.

كتب أوسفالد شبينغلر أن «التقنيات تكتيكات للعيش». انبثقت الفلسفة الإيكولوجية استجابةً لإخفاقات كلا الرؤيتين الآلتية والفلسفية اللسانية/التحليلية العاجزة التي أتت منها. وهذه الإخفاقات بيِّنة في مواقفنا الأنانية العنيفة حيال رفاقنا البشر، وفي إساءتنا المتفشية إلى البيئة.
الفلسفة الإيكولوجية هي الفلسفة كما يجب أن تكون – فلسفة ذات معنى، لازمة، وتشاركية. إنها ليست فحوى كتب المكتبات التي تَراكَم عليها الغبار، بل بالأصح مُقترَبٌ متفكِّرٌ، معاصرٌ لفهم العالم، ولفهمنا نحن.

## مواضيع متعلقة
- فلسفة العلم